# Casa-fàbrica Calafell

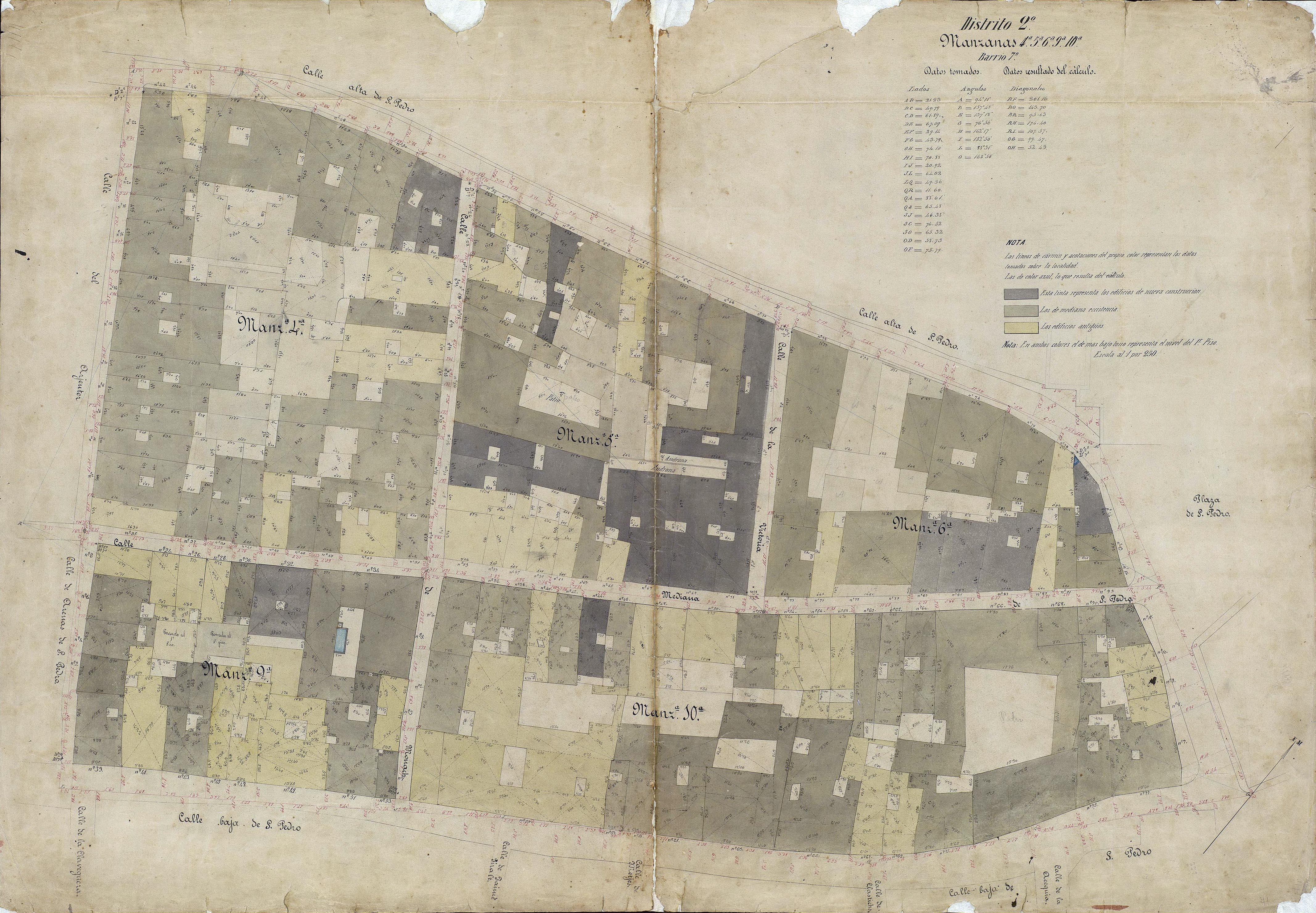
Quarteró núm. 41 de Garriga i Roca (c. 1860)

La casa-fàbrica Calafell és un conjunt d'edificis situats als carrers de Sant Pere Mitjà, d'en Mònec i de Sant Pere Més Baix de Barcelona.

## Història
El 1803, el teixidor de lli Josep Albafull va adquirir en emfiteusi al taverner Francesc Bossoms una propietat als carrers de Sant Pere Mitjà i d'en Mònec, i el 1805, va demanar permís per a reconstruir la del primer dels carrers amb planta baixa i quatre pisos, segons el projecte del mestre de cases Pau Llorens. El 1813, ell i el seu fill Salvador Albafull i Cañadell van vendre la propietat al fabricant d'indianes Joan Calafell i Altabàs, que va demanar permís per a ampliar-la amb un nou cos, segons el projecte del mestre de cases Josep Alier. El 1816, Calafell va adquirir dues finques veïnes al carrer d'en Monèc a Antònia Cabeza i Tucó i el taverner Domènec Tresserras, i el 1817, una altra al carrer Mitjà de Sant Pere al taverner Josep Malagarriga. Aquell mateix any, va sol·licitar una llicència per a reconstruir l'edifici de la cantonada amb el carrer d'en Mònec, segons el projecte del mestre de cases Pere Fiter.
El 1831, Calafell va adquirir la casa veïna del carrer de Sant Pere Més Baix, 51 al comerciant Miquel Altés i Gurena, que el 1807 l'havia fet reedificar segons el projecte del mestre de cases Josep Ferrer, tot i que l'obra fou encarregada a Salvador Ausich i Gurena. Va morir el 1837, i el 1842, el seu fill Joan Calafell i Serra i la vídua Engràcia Serra hi tenien una fàbrica de filats de cotó sota la raó social de Vídua de Calafell i Fill.
A mitjans del segle xix hi havia la fàbrica d'aprests del mateix Calafell, i el 1863 la de teixits de mescla i cobrellits de Jaume Gallifa i la de teixits de cotó de Mimó i Lacoma: «San Pedro Mediana, 34. Fábrica de varios tejidos de algodón de varias clases. Muletones. Inglesinas. Torcasas. Pandepobre. Semipanas. Veludillos y otras clases que se conocen de 1ª y 2ª y de todos los anchos. Patenes de algodon. Se sirven pedidos á todos puntos. Sres. Mimó y Lacoma.» Calafell també tenia un negoci de ferros, primer a la mateixa casa-fàbrica, i posteriorment, al carrer de Basea, 36.
El 1869, Calafell va demanar permís per a remuntar-hi un «pis-quadra» sobre el terrat, segons el projecte del mestre d'obres Jeroni Granell i Barrera, que el 1924 va ser convertida en habitatges pel nou propietari Guillem Juncà i Padró. A causa de la segregació d'ambdues finques, Juncà va sol·licitar la conversió de les tres plomes i mitja d'aigua (de les cinc del conjunt) de la mina de Montcada que rebia la casa del núm. 34 al sistema d'aforament i traspassar-les al seu nom, mentre que els germans Artur i Mercè Calafell i Armengol van fer el mateix amb la ploma i mitja restant que rebia la casa del núm. 51.